# Norra Ölands pastorat
Norra Ölands pastorat är ett pastorat inom Svenska kyrkan i Kalmar-Ölands kontrakt av Växjö stift. Pastoratet bildades 2006, har pastoratskoden 061309, ligger i Borgholms kommun och omfattar följande församlingar:
- Borgholms församling
- Föra-Alböke-Löts församling
- Gärdslösa, Långlöt och Runstens församling
- Köpingsviks församling
- Nordölands församling (före 2010 Böda församling och Högby-Källa-Persnäs församling)
- Räpplinge-Högsrums församling

Pastoratskoden var 061602 år 2006 till 1 januari 2007 och 061705 från 1 januari 2007 till 2012.